# Metal en El Salvador

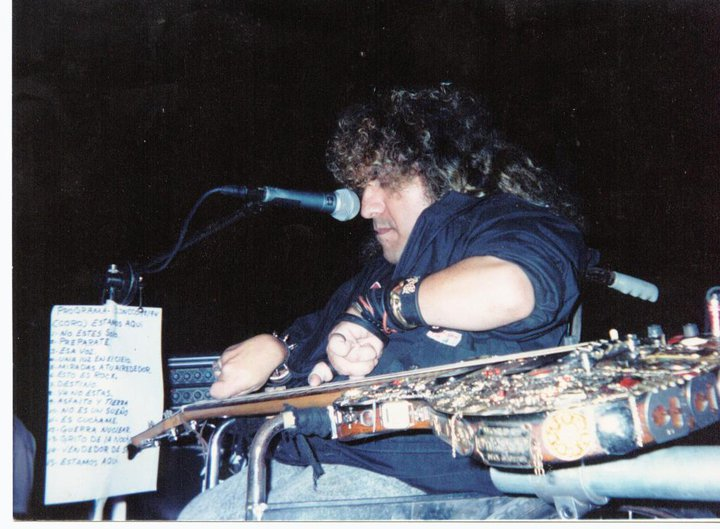
Vicente Sibrian tocando el bajo en Broncco

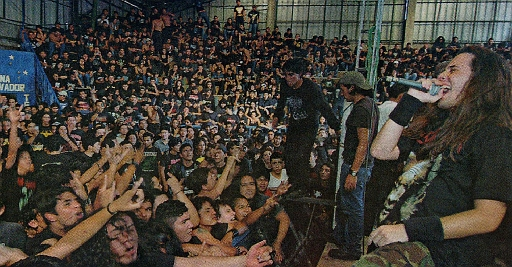
Dreamlore tocando en vivo en el Metal Fest XIII en 2008, en la Arena El Salvador.

El Salvador tiene una escena prominente de heavy metal, y es considerada una de las más sólidas y activas en cuanto a movimientos musicales en Centroamérica, debido a sus prolíficas bandas locales y eventos; y el reciente incremento en conciertos de bandas internacionales que eligen a San Salvador como un destino frecuente para sus giras por el mundo.
De acuerdo a Encyclopaedia Metallum, El Salvador tiene 179 bandas registradas, cabe mencionar que hay muchas más bandas que no están listadas en estos registros debido a que no tienen lanzamientos de álbum a la fecha.

## Historia

### Década de 1970 y 1980.
La primera banda de rock reconocida es [Broncco], formada en 1974 por la leyenda local de Rock, Chente Sibrian y se mantuvo activa hasta su disolución en 1996, debido a la condición física de Chente, que no le permitió seguir tocando. Broncco es la banda con la más larga trayectoria en El Salvador, siendo pioneros en el desarrollo de la comunidad Roquera Salvadoreña.
El Salvador no pudo tomar ventaja del creciente movimiento del Heavy Metal que surgió en la década de los ochenta, principalmente debido a la Guerra Civil que el país estuvo enfrentando.
Renegado (1988) es la única banda formada en la década de 1980 que permanece activa en la actualidad.
En 1989 nació la primera banda de Thrash Metal llamada TABÚ, formada por cuatro jóvenes aún estudiantes de colegio, Mauricio Mejía vocalista; Lisandro Ramos Guitarrista; Elmer Arévalo Bajista, y Ernesto Rodezno batería, Tabú fue la primera banda nacional en tocar música extrema, específicamente el subgénero denominado Thrash Metal, además de tocar en sus conciertos covers de reconocidas bandas internacionales como Slayer, Megadeth, Sodom, entre otros; Tabú salió de la escena metalera en el año 1992. Tabú fue la banda que dio inicio a la escena metalera salvadoreña que se vive hoy en día.

### Década de 1990.
El fin de la Guerra Civil en 1992, fue el comienzo de una nueva era para el Rock y Metal en el país.
Algunas de las bandas que se formaron durante esa década fueron: Sepelio en 1991 (RIP), Metal Doom en 1993  (RIP), P.I.G. en 1993 (RIP), Mortal en 1994 (Rip), Kabak en 1994 (RIP), Disorder 1996 (activa), Efestos (1996), Darkness in The Moon (1997), Revell (1997), entre otras. La mayoría de estas bandas se encuentran disueltas.
En 1995 se realiza con éxito abrumador, el primer Metal Fest, organizado por el Rocker's Club de El Salvador, con la participación de bandas como: Mortal, Renegado, Kabak y Demogorgón. El Metal Fest fue realizado en el extinto Auditorium Internacional de FENASTRAS, y dio pie a una nueva generación de metaleros y bandas que siguieron, año con año, realizando este festival que al día de hoy es considerado toda una leyenda en el país.
Otras bandas como Vértigo (1993), Witchcraft (1995), Metatron (1997), Fallen Souls (1997), Tiara (1998), Soomdrag (1998), Dismal Gale (1998), Angelus (1998), Raíces Torcidas (1998), Icarus (1999) and Gaia Metal (1999) siguen activas y participan en conciertos locales lanzando regularmente nuevo material discográfico.

### Década del 2000.
La década del 2000 ha sido la más activa, y marca el crecimiento de la escena metalera en El Salvador, y la mayoría de bandas que se presentan actualmente, surgieron en esta época.
Una lista de las bandas que se formaron en esta década (en orden alfabético):
 Activas en lo que va de 2014
-Pride is Murder (2017)
-War ensemble  (2013)
-Izcariote (2013)
-Aeon Veil (2013)
- Hazardous Mutation (2012)
- Clair de Lune(2012)
-Demenccia (2013)
- Broncco(1974)
- Aurora (2012)
- Thunder Proclaimer (2013)
- Miasis (2011)
- Thrashgressor (2010)
- Evil Damage (2011)
- Torment (2012)
- Analogy (2003)
-Suppurating Wounds (2006)
-Discordia (1999)
-Social S.S (1998)
-Estirpe (2012)
-Fire and Symphony (2005)
-El Vacío Tiene Ojos (2011)
- Alcyon (2012)
- Darlament Norvadian (2012)
-Bitter Dissection (2008)
-Damnation (2010)
-Disorder (1994)
-Malak (2002)
-Rebelión (2012)
-Days Of Insanity (2011)
-Lagarto (2012)
-Hobbits (2006)
-Hemisferium (2007)
-Garam Masala (2012)
-Kabak (1994)
-Dark Transition (2008)
- Pegasso (2011)
- Eutopia (2013)
 Activas en lo que va de 2011
- Artífice (2011)
- Heresies (2010)
- Majestic Equality (2011)
- Perverso (2010)
- Sound Lab (2011)
- El Ático (2006)
 Activas en lo que va de 2010
- Ancient Sanctuary (2004)
- Barek (2000)
- Belial (2008)
- Belsasar (2001)
- Bimetal (2007)
- Funeral Machine (2003)
- Berserk (2007)
- Blasfematorio (2007)
- Conceived by Hate (2002)
- Consumado (2003)

- Dreamlore (2002)
- Elegy of Myself (2000)
- Emohrs (2002)
- Galahad (2005)
- Araña (2005)
- Imperial (2006)
- Kraner (2005)
- Kabala (2004)
- Lamentos Ancestrales (2004)
- Lux Mortis (2008)
- Malignant Wizard (2004)
- Maleficarum Incestum (2004)
- Maitresmort (2008)
- Not Under Sin (2005)
- Necromancer (2000)
- Santeria (2005)
- Selvtier (2000)
- Septiccorpses (2006)
- Steel Power (2006)
- Spontaneous Human Combustion (2008)
- Symbolic (2001)
- Sulphure (2003)
- Virginia Clemm (2007)
- Vomit Christ (2006)
- Vortex (2009)
 No Activas en lo que va de 2010
- Arcane (2002)
- Quirúrgica (2003)
- Era de Miseria (2001)
- Exkalibur (2001)
- Eärendil (2004)
- Fuego Eterno (2004)
- Necrosadic (2004)
- Starfall (2004)
- Séptimo Sello (2001)
- Sendero Nocturno (2002)
- Serpent Hordes (1999)
- Tyrant Lord (2002)

## Proyección Internacional
La mayoría de bandas en El Salvador tienen que producir y distribuir sus demos, EP y LP por sí mismos, y debido a esta limitación, la mayoría de bandas locales no son conocidas en otros países. En tiempos recientes, la proyección internacional de las bandas se ha incrementado, gracias en parte al uso de Internet, y de sitios como MySpace y Last.fm., Bandcamp, Youtube, Facebook.
Dreamlore, Symbolic, Fallen Souls, Raíces Torcidas y Kabak están entre las pocas bandas que se han involucrado con compañías internacionales de grabación (disqueras) o distribución, como American Line Productions de México. Otras bandas como Gaia Metal están tan bien establecidas como las anteriores, pero han producido y distribuido su material por sí mismos, debido a la falta de compañías discográficas en Centroamérica.
Las bandas más activas en 2008 que han lanzado material discográfico son Santería, Virginia Clemm, Berserk, Víbora, El Ático, Araña, Soomdrag, Consumado, entre otras.
La banda de Doom Metal Criptorium, formada a finales de 1995, tocó en los primeros Metal Fest en la época de fenastras desintegrándose en el 2000 para luego reintegrarse en México. La banda esta activa actualmente con su última producción The Most Hatred